# チェントゥリオーネ2世アサン・ザッカリア
チェントゥリオーネ2世アサン・ザッカリア（Centurione II Asan Zaccaria, ギリシア語表記：Κεντυρίων Ασάνης Ζαχαρίας, ? - 1432年）はイタリア・ジェノヴァ出身の最後のアカイア公（在位：1404年 - 1432年）。

## 家系
ザッカリア家はジェノヴァ出身の大商人の家系で、14世紀に小アジア産の明礬及びヒオス島のマスティハ貿易で財を成し、更に1329年にジェノヴァ人達が同島を東ローマ帝国から奪取するにあたり中心的な役割を果たした（1346年に領有が確定）。当時の当主マルティーノ・ザッカリア（Martino Zaccaria, 1345年没）はアテネ公家の女性ジャクリーヌ・ド・ラ・ロシュを妻に迎え、その嫁資としてアカイア公国領内にダマラス（旧称トロイゼン、現トリジナ）及びハランドリヅァを獲得した。その息子チェントゥリオーネ1世（Centurione I）は東ローマ皇室パレオロゴス家とブルガリア帝国のアセン家の血を引くエレニ・アサニナを妻に迎え、東ローマ皇帝ヨアニス6世カンダクジノスとは義兄弟の縁戚関係を持つに至った。チェントゥリオーネ1世の娘マリア・ザッカリア（Maria Zaccaria）はナヴァラ軍団の長としてアカイア公国の代理総督を務め、後に公位そのものをナポリ王家から買い取ったペドロ・ボルド・デ・サン・スペランの妻となっていた。チェントゥリオーネ2世はマリアの兄弟アンドロニコ・アサン・ザッカリア（Andronico Asan Zaccaria）の息子にあたる。

## 生涯と事績
1402年、サン・スペランが没した時、妻マリアが幼少の息子の摂政としてアカイア公国の支配権を引き継いだ。しかしチェントゥリオーネ2世はこの政権が脆弱な事を見て取り、伯母と従兄弟を追放して自ら支配権を奪い取った（1404年）。当時、ヴェネツィア共和国は海上支配の新たな拠点を求め、ペロポニソス半島北岸の要塞都市の占拠を企てたが、チェントゥリオーネはこれを退けて支配権の確立に成功した。彼が支配権を掌握した当時のアカイア公国は、ペロポニソス半島北部アハイア地方とイリア（エリス）地方、及び南西部のメシニア地方を領有していたが、内部抗争が絶えず不安定な状況にあり、かつ外には2つの敵を抱えていた。1つは急速に勢力を拡大しつつあったモレアス専制公領のギリシア人であり、もう1つは同胞とも言うべきイタリア人のイピロス専制公カルロ1世トッコであった。そしてこれらの敵に対し、チェントゥリオーネは明確な劣勢を強いられていくことになる。
1406年夏頃から、カルロ1世の弟レオナルド2世はアカイア公国の港湾都市グラレンヅァに対する襲撃を開始し、1407年8月から1408年2月の約半年間にわたって占領した。カルロ・レオナルド兄弟はヴェネツィア市民権を持ち、またチェントゥリオーネもジェノヴァ人ながらヴェネツィア市民権を得ていた。このためヴェネツィアは市民権保有者同士の抗争を憂慮し、仲介に乗り出した。その結果グラレンヅァはチェントゥリオーネ公に返還されたが、トッコ家勢力がペロポニソスに対し明確な野心を持ち、かつそれを実現する能力のあることが明白に示された。
チェントゥリオーネ2世はこの劣勢を挽回すべく、カルロと対立関係にあったイピロス南部のアルバニア人君主ムリキ・スパタとの同盟に乗り出す。1412年、チェントゥリオーネはスパタらアルバニア人の陸戦を支援すべく艦隊をイオニア諸島周辺に送り込み、レフカス島を海上封鎖した。しかし同島はカルロの妻フランチェスカ・アチャイウォリによって防衛され、ヴェネツィアの後方支援を受けたトッコ家の艦隊によってチェントゥリオーネの艦隊は敢えなく撃退されてしまい、和平を余儀なくされた（1414年12月12日）。チェントゥリオーネとアルバニア人の同盟関係は、彼自身には大きな成果をもたらすことなく終焉に至った。
1417年、モレアス専制公セオドロス2世パレオロゴスは兄の東ローマ皇帝ヨアニス8世パレオロゴスと共にアカイア公国に対する遠征を開始した。戦局はギリシア人の優勢が続き、半島南西部、カラマタ他メシニア地方はこの頃完全にモレアス専制公領の支配権に入った。チェントゥリオーネはこの攻勢に対抗するため、南イタリア・プーリャにてレッチェ出身の傭兵隊長オリヴェリオ・フランコを雇い入れた。しかし間もなくフランコは公に背き、その不在を衝いてグラレンヅァを自らのものにした（1418年）。この時チェントゥリオーネの妻、娘の一人（個人名は不明）、及び弟ベネデット・ザッカリアらが捕らえられ、娘は間もなくフランコの妻となった。チェントゥリオーネは急遽帰国し、それまでの敵セオドロス2世と和解・同盟してグラレンヅァ奪回へと軍を差し向けた。陸海からの包囲が行われたものの奪回作戦は不成功に終わった。カルロ・トッコは彼の失敗を好機と見て、再度グラレンヅァに向けて遠征を敢行し、陸海両面からの包囲によってフランコに対して開城と市の売却に応じさせた（1422年7月22日）。勢いに乗るカルロはペロポニソス半島に軍団を送り込んだ。カルロの庶子エルコーレとメヌーノはイリア地方を転戦してこの地域を征服した。トッコ家の素早い軍事行動にチェントゥリオーネは為す術もなかった。
チェントゥリオーネ2世の薄氷を踏むようなアカイア支配は1428年、コンスタンディノス・パレオロゴス専制公が協同統治者としてモレアス専制公領に赴任してきた時に大きく変転した。新専制公は積極的な発展政策を採り、1429年3月には北部最大の都市パトラへの包囲作戦を開始した。これと連動し、コンスタンディノスの弟ソマス・パレオロゴスは兄の作戦を側面から支援する目的でアカイア公国領への作戦行動を開始した。チェントゥリオーネ2世は打ち破られて居城ハランドリヅァへ追いつめられた。チェントゥリオーネとセオドロス2世・コンスタンディノスの協議が行われた結果、チェントゥリオーネの娘カテリーナとソマスの結婚、後者への嫁資としてのアカイア公国領全土の割譲が取り決められた。ただ南西岸のアルカディア（キパリシア）城のみがアカイア公の居城として残された。結婚は1430年1月にミストラスで執り行われ、領土の割譲も実行された。その2年後（1432年）、チェントゥリオーネ2世はアルカディア城にて死去し、ソマスは速やかに軍を派遣して同城を接収した。アカイア公の未亡人と庶子は投獄され、ここにアカイア公国は1204年のフランス人による建国以来、約230年にわたる歴史を終えることとなった。

## 家族
チェントゥリオーネ2世の妻（個人名不明）はイピロス専制公カルロ1世の弟レオナルド2世の娘。嫡子は2人。
- カテリーナ・アサニナ・ザッカリア（Caterina Asanina Zaccaria, ギリシア語表記エカテリナ Αικατερίνα Ασανίνα Ζαχαρία, 1462年没）  モレアス専制公ソマス・パレオロゴスの妻
- 娘（個人名不明） - 傭兵隊長オリヴェリオ・フランコ（Oliverio Franco）の妻

庶子
- ジョヴァンニ・アサン・ザッカリア（Giovanni Asan Zaccaria, 1469年没） - 1432年以降、ソマス専制公により投獄される。1453年、アルバニア人の反乱に乗じて脱獄を果たし反乱に加わる。翌1454年に反乱が鎮圧されるとイタリアに亡命し、ローマで余生を過ごした。

（本項目のギリシア語固有名詞表記は中世ギリシア語の発音に依拠した。古典式慣例表記については各リンク先の項目を参照）